# Nokia 1112
Nokia 1112 – telefon komórkowy GSM produkowany przez firmę Nokia. Dostępny w sprzedaży od 2006 roku. Ma monochromatyczny wyświetlacz. Bateria wystarcza na 5 godzin rozmów, a w trybie czuwania na 15 dni. 
Ma podstawowe funkcje telefonu takie jak kalkulator, stoper, budzik, obsługa SMS, EMS, dzwonki polifoniczne. 